# Hrvatski Nogometni Klub Hajduk Split 2015-2016
Questa voce raccoglie le informazioni riguardanti l'Hrvatski Nogometni Klub Hajduk Split nelle competizioni ufficiali della stagione 2015-2016.

## Rosa
Aggiornata al 9 maggio 2016
| N. |                      | Ruolo | Calciatore       |
| -- | -------------------- | ----- | ---------------- |
| 1  | Croazia (bandiera)   | P     | Dante Stipica    |
| 2  | Argentina (bandiera) | D     | Julián Velázquez |
| 3  | Croazia (bandiera)   | D     | Hrvoje Milić     |
| 4  | Ucraina (bandiera)   | D     | Maksym Bilyi     |
| 5  | Croazia (bandiera)   | D     | Lorenco Šimić    |
| 6  | Brasile (bandiera)   | C     | Jefferson        |
| 7  | Ucraina (bandiera)   | C     | Artem Radchenko  |
| 8  | Croazia (bandiera)   | C     | Nikola Vlašić    |
| 9  | Argentina (bandiera) | A     | Nicolás Vélez    |
| 11 | Camerun (bandiera)   | A     | Franck Ohandza   |
| 13 | Croazia (bandiera)   | P     | Ivo Grbić        |
| 14 | Croazia (bandiera)   | C     | Tonći Mujan      |
| 16 | Croazia (bandiera)   | A     | Ivan Mastelić    |
| 17 | Croazia (bandiera)   | C     | Josip Juranović  |

| N. |                                 | Ruolo | Calciatore               |
| -- | ------------------------------- | ----- | ------------------------ |
| 19 | Albania (bandiera)              | C     | Elvir Maloku             |
| 20 | Australia (bandiera)            | C     | Anthony Kalik            |
| 21 | Croazia (bandiera)              | A     | Ivan Prskalo             |
| 22 | Venezuela (bandiera)            | A     | Manuel Arteaga           |
| 23 | Croazia (bandiera)              | D     | Zoran Nižić              |
| 24 | Croazia (bandiera)              | D     | Marko Pejić              |
| 26 | Croazia (bandiera)              | C     | Toma Bašić               |
| 28 | Croazia (bandiera)              | C     | Marko Bencun             |
| 30 | Croazia (bandiera)              | C     | Josip Bašić              |
| 31 | Bosnia ed Erzegovina (bandiera) | C     | Tino-Sven Sušić          |
| 32 | Croazia (bandiera)              | C     | Fran Tudor               |
| 44 | Croazia (bandiera)              | C     | Ante Roguljić            |
| 88 | Croazia (bandiera)              | C     | Frane Vojković           |
| 91 | Croazia (bandiera)              | P     | Lovre Kalinić (capitano) |

## Risultati

### Prva HNL
| Arbitro: | Bruno Marić (Daruvar) |

|             |           |           |
| Soudani 37’ | Marcatori | 8’ Caktaš |

| Spalato 19 luglio 2015, ore 21:00 CEST (UTC+2) 2ª giornata | Hajduk Spalato        | 0 – 0 referto | RNK Spalato | Stadio municipale di Poljud (10 594 spett.)\| Arbitro: \| Mario Zebec (Cestica) \| |
| Arbitro:                                                   | Mario Zebec (Cestica) |               |             |                                                                                    |

| Arbitro: | Fran Jović (Zagabria) |

|                                             |           |         |
| Heister 10’, 64’ Repić 40’ Tomić 51’ (rig.) | Marcatori | 63’ Kiš |

| Arbitro: | Ivan Bebek (Fiume) |

|                        |           |                         |
| Maloku 58’ Milović 70’ | Marcatori | 19’ Crepulja 26’ Ozobić |

| Arbitro: | Ante Vučemilović-Šimunović (Osijek) |

|           |           |                   |
| Kolar 89’ | Marcatori | 11’ Kiš 77’ Balić |

| Fiume 15 agosto 2015, ore 19:00 CEST (UTC+2) 6ª giornata | Rijeka                      | 0 – 0 referto | Hajduk Spalato | Stadion Rujevica (5 287 spett.)\| Arbitro: \| Marijo Strahonja (Zagabria) \| |
| Arbitro:                                                 | Marijo Strahonja (Zagabria) |               |                |                                                                              |

| Arbitro: | Domagoj Vučkov (Fiume) |

|                                    |           |  |
| Maloku 19’ Caktaš 87’ Bencun 90+1’ | Marcatori |  |

| Arbitro: | Ivan Bebek (Fiume) |

|  |           |                      |
|  | Marcatori | 5’ Balić 69’ Ohandza |

| Arbitro: | Marko Matoc (Zaprešić) |

|            |           |  |
| Caktaš 21’ | Marcatori |  |

| Spalato 19 settembre 2015, ore 17:00 CEST (UTC+2) 10ª giornata | Hajduk Spalato        | 0 – 0 referto | Dinamo Zagabria | Stadio municipale di Poljud (17 939 spett.)\| Arbitro: \| Bruno Marić (Daruvar) \| |
| Arbitro:                                                       | Bruno Marić (Daruvar) |               |                 |                                                                                    |

| Arbitro: | Ivan Bebek (Fiume) |

|  |           |                         |
|  | Marcatori | 45+1’ Vlašić 48’ Caktaš |

| Arbitro: | Fran Jović (Zagabria) |

|                                                    |           |  |
| Gojković 8’ (aut.) Jefferson 10’ Caktaš 30’ (rig.) | Marcatori |  |

| Arbitro: | Ivan Bebek (Fiume) |

|  |           |           |
|  | Marcatori | Sušić 42’ |

| Arbitro: | Mario Zebec (Cestica) |

|                     |           |                  |
| Sušić 29’ Tudor 65’ | Marcatori | 55’ Andrijašević |

| Arbitro: | Marijo Strahonja (Zagabria) |

|  |           |                                  |
|  | Marcatori | 28’ Bezjak 42’ Tomasov 50’ Balaj |

| Arbitro: | Dalibor Mlakar (Zagabria) |

|           |           |  |
| Šarić 41’ | Marcatori |  |

| Arbitro: | Damir Batinić (Osijek) |

|                                               |           |  |
| Sušić 22’ Tudor 40’ Bencun 45’ Roguljić 90+3’ | Marcatori |  |

| Arbitro: | Marijo Strahonja (Zagabria) |

|  |           |                      |
|  | Marcatori | 17’ Tudor 89’ Bencun |

| Arbitro: | Ante Vučemilović-Šimunović (Osijek) |

|                            |           |            |
| Fernandes 5’ Soudani 90+4’ | Marcatori | 17’ Caktaš |

| Spalato 12 dicembre 2015, ore 17:00 CET (UTC+1) 20ª giornata | Hajduk Spalato         | 0 – 0 referto | RNK Spalato | Stadio municipale di Poljud (7 000 spett.)\| Arbitro: \| Domagoj Vučkov (Fiume) \| |
| Arbitro:                                                     | Domagoj Vučkov (Fiume) |               |             |                                                                                    |

| Arbitro: | Domagoj Vučkov (Fiume) |

|  |           |                     |
|  | Marcatori | 12’ Milić 52’ Sušić |

| Arbitro: | Fran Jović (Zagabria) |

|                     |           |  |
| Sušić 45’ Nižić 76’ | Marcatori |  |

| Arbitro: | Tihomir Pejin (Donji Miholjac) |

|                             |           |           |
| Grezda 26’ Andrijašević 52’ | Marcatori | 65’ Tudor |

| Arbitro: | Damir Batinić (Osijek) |

|               |           |  |
| Samardžić 49’ | Marcatori |  |

| Arbitro: | Ivan Bebek (Fiume) |

|                     |           |                     |
| Sušić 11’ Nižić 36’ | Marcatori | 7’ Šorša 90+5’ Mioč |

| Zaprešić 8 marzo 2016, ore 17:00 CET (UTC+1) 26ª giornata | Inter Zaprešić          | 0 – 0 referto | Hajduk Spalato | Stadion ŠRC Zaprešić (1 264 spett.)\| Arbitro: \| Igor Križarić (Čakovec) \| |
| Arbitro:                                                  | Igor Križarić (Čakovec) |               |                |                                                                              |

| Arbitro: | Marijo Strahonja (Zagabria) |

|                  |           |  |
| Sušić 48’ (rig.) | Marcatori |  |

| Arbitro: | Ante Vučemilović-Šimunović (Osijek) |

|          |           |  |
| Tudor 4’ | Marcatori |  |

| Spalato 3 aprile 2016, ore 19:00 CEST (UTC+2) 29ª giornata | RNK Spalato              | 0 – 0 referto | Hajduk Spalato | Stadio Park Mladeži (3 500 spett.)\| Arbitro: \| Marin Vidulin (Kanfanar) \| |
| Arbitro:                                                   | Marin Vidulin (Kanfanar) |               |                |                                                                              |

| Arbitro: | Damir Batinić (Osijek) |

|                                        |           |  |
| Šimić 36’ Sušić 41’ (rig.), 74’ (rig.) | Marcatori |  |

| Koprivnica 17 aprile 2016, ore 15:00 CEST (UTC+2) 31ª giornata | Slaven Belupo             | 0 – 0 referto | Hajduk Spalato | Gradski stadion (2 040 spett.)\| Arbitro: \| Dalibor Mlakar (Zagabria) \| |
| Arbitro:                                                       | Dalibor Mlakar (Zagabria) |               |                |                                                                           |

| Arbitro: | Igor Križarić (Čakovec) |

|                                  |           |  |
| Sušić 75’ (rig.) Juranović 90+2’ | Marcatori |  |

| Arbitro: | Fran Jović (Zagabria) |

|           |           |                            |
| Sušić 25’ | Marcatori | 57’ Vešović 79’ Gavranović |

| Arbitro: | Igor Pajač (Sveti Ivan Zelina) |

|                   |           |                  |
| Knežević 50’, 74’ | Marcatori | 84’ (rig.) Sušić |

| Arbitro: | Igor Križarić (Čakovec) |

|  |           |                             |
|  | Marcatori | 31’ (rig.), 88’ Nestorovski |

| Arbitro: | Željko Frković (Gospić) |

|                       |           |                                    |
| Medić 58’, 75’ (rig.) | Marcatori | 29’ T. Bašić 45’, 72’ (rig.) Tudor |

Fonte: HRnogomet.com

### Coppa di Croazia
| Arbitro: | Damir Batinić (Osijek) |

|  |           |                                                              |
|  | Marcatori | 8’, 30’, 73’ Sušić 18’ Caktaš 22’ Maloku 84’ Bašić 87’ Mujan |

| Arbitro: | Tihomir Pejin (Donji Miholjac) |

|            |           |                                                      |
| Živčić 21’ | Marcatori | 31’ (rig.), 86’ Caktaš 34’, 55’ Maglica 87’ Roguljić |

| Arbitro: | Damir Batinić (Osijek) |

|                      |           |                          |
| Juranović 18’ (aut.) | Marcatori | 24’ Jefferson 32’ Bencun |

| Arbitro: | Damir Batinić (Osijek) |

|  |           |                          |
|  | Marcatori | 23’ Soudani 29’ A. Ćorić |

| Arbitro: | Ivan Bebek (Fiume) |

|                                           |           |  |
| Brekalo 2’ Fernandes 24’, 50’ Soudani 67’ | Marcatori |  |

Fonte: HRnogomet.com

### Europa League

#### Primo turno preliminare
| Arbitro: | Juan Martínez Munuera |

|            |           |                  |
| Silich 40’ | Marcatori | 6’ (rig.) Caktaš |

| Arbitro: | Stavros Tritsonis |

|                                                                |           |                |
| Balić 15’ Caktaš 45+1’ Ohandza 56’, 63’ Vlašić 72’ Maglica 88’ | Marcatori | 36’, 41’ Russo |

#### Secondo turno preliminare
| Arbitro: | Bartosz Frankowski |

|                                  |           |                       |
| Halilović 7’ Rahmanović 17’, 41’ | Marcatori | 29’ Milović 90’ Nižić |

| Arbitro: | Marco Fritz |

|                                             |           |              |
| Kiš 2’ Jefferson 40’ Caktaš 62’ Maglica 69’ | Marcatori | 45+2’ Palčič |

#### Terzo turno preliminare
| Arbitro: | Kristo Tohver |

|                     |           |  |
| Balić 67’ Kiš 90+3’ | Marcatori |  |

| Arbitro: | Oliver Drachta |

|  |           |                        |
|  | Marcatori | 55’ Caktaš 77’ Ohandza |

#### Play-off
| Arbitro: | David Fernández Borbalán |

|             |           |  |
| Pokorný 79’ | Marcatori |  |

| Arbitro: | Artur Soares Dias |

|  |           |           |
|  | Marcatori | 23’ Šural |

Fonte: uefa.com